# Surf Coast Classic
Surf Coast Classic (tidligere Race Torquay) er et australsk endagsløb i landevejscykling som bliver kørt i januar i Torquay, Victoria. Løbet blev for første gang afviklet i 2020 under navnet Race Torquay. Det blev ikke kørt i årene 2021-2023, men opstod igen i 2024 under navnet Surf Coast Classic. Løbet er en del af UCI Oceania Tour og er af UCI klassificeret som 1.1. Løbet fungerer som opvarmning til den følgende søndags store UCI World Tour-løb, Cadel Evans Great Ocean Road Race.

## Vindere
| År                 | Vinder               | Toer            | Treer               |
| ------------------ | -------------------- | --------------- | ------------------- |
| Race Torquay       |                      |                 |                     |
| 2020               | Sam Bennett          | Giacomo Nizzolo | Alberto Dainese     |
| Surf Coast Classic |                      |                 |                     |
| 2024               | Biniam Girmay        | Elia Viviani    | Corbin Strong       |
| 2025               | Tobias Lund Andresen | Sam Welsford    | Tim Torn Teutenberg |